# 余刚 (环境学家)
余刚(1965年2月—)，湖北省宜昌市人，清华大学环境学院教授，原院长，中国工程院环境与轻纺工程学部院士，2011年度长江学者特聘教授，主要从事水的物理化学处理技术、环境安全战略等方面的研究。余刚曾获得中国国家自然科学二等奖等奖项，还曾担任中国环境科学学会第八届理事会常务理事等职务。